# 新大方丁字路口站
新大方丁字路口站（：／ Sindaebang-samgeori yeok */?）是首爾地鐵7號線沿線的一座地下車站，位於韓國首爾特別市銅雀區大方1洞。站名的設計是為了避免與大方站及新大方站混淆。

## 車站構造
站體為2面2線側式月台的地下車站，候車月台設有月台幕門，並有6處出口。
本站無法轉乘對向列車。

### 月台配置
| 長丞拜基 ↑ |
| \| 上      |
| ↓ 波拉美   |

| 月台 | 路線           | 目的地                                   |
| ---- | -------------- | ---------------------------------------- |
| 上行 | ●首爾地鐵7號線 | 南城、建國大學、孔陵、長岩方向           |
| 下行 | ●首爾地鐵7號線 | 新豐、大林、富川市廳、富平區廳、石南方向 |

## 歷史
- 2000年8月1日：落成啟用。

## 車站周邊
- 成大市場
- 首爾銅雀郵局
- Dunkin' Donuts新大方三岔路口店
- 江峴中學
- 城南中學
- 城南高校
- 銅雀老人綜合福址館
- 儂特利成大市場店
- 天主教新大方洞教會
- 新林站

## 圖片

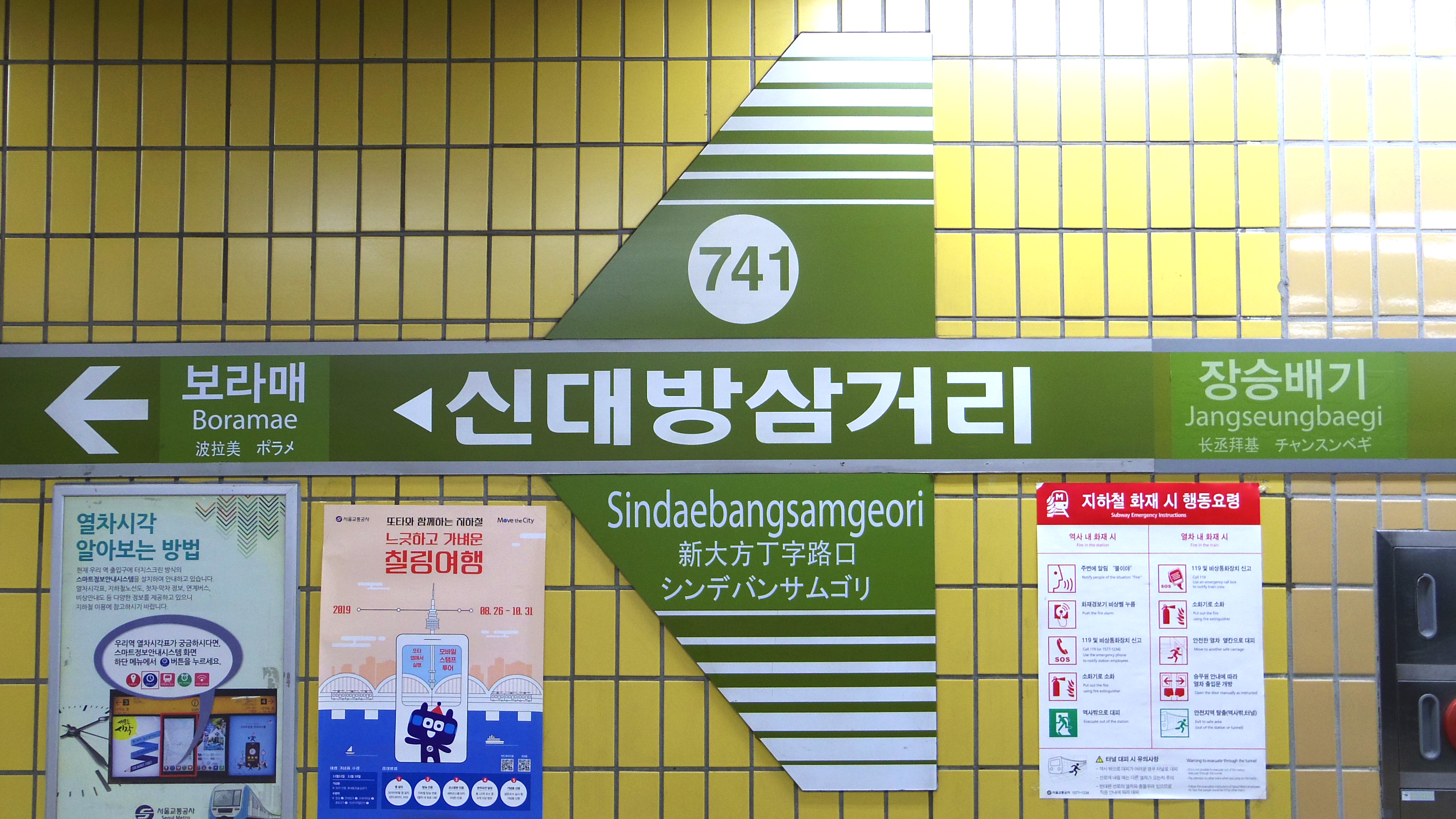
站名牌
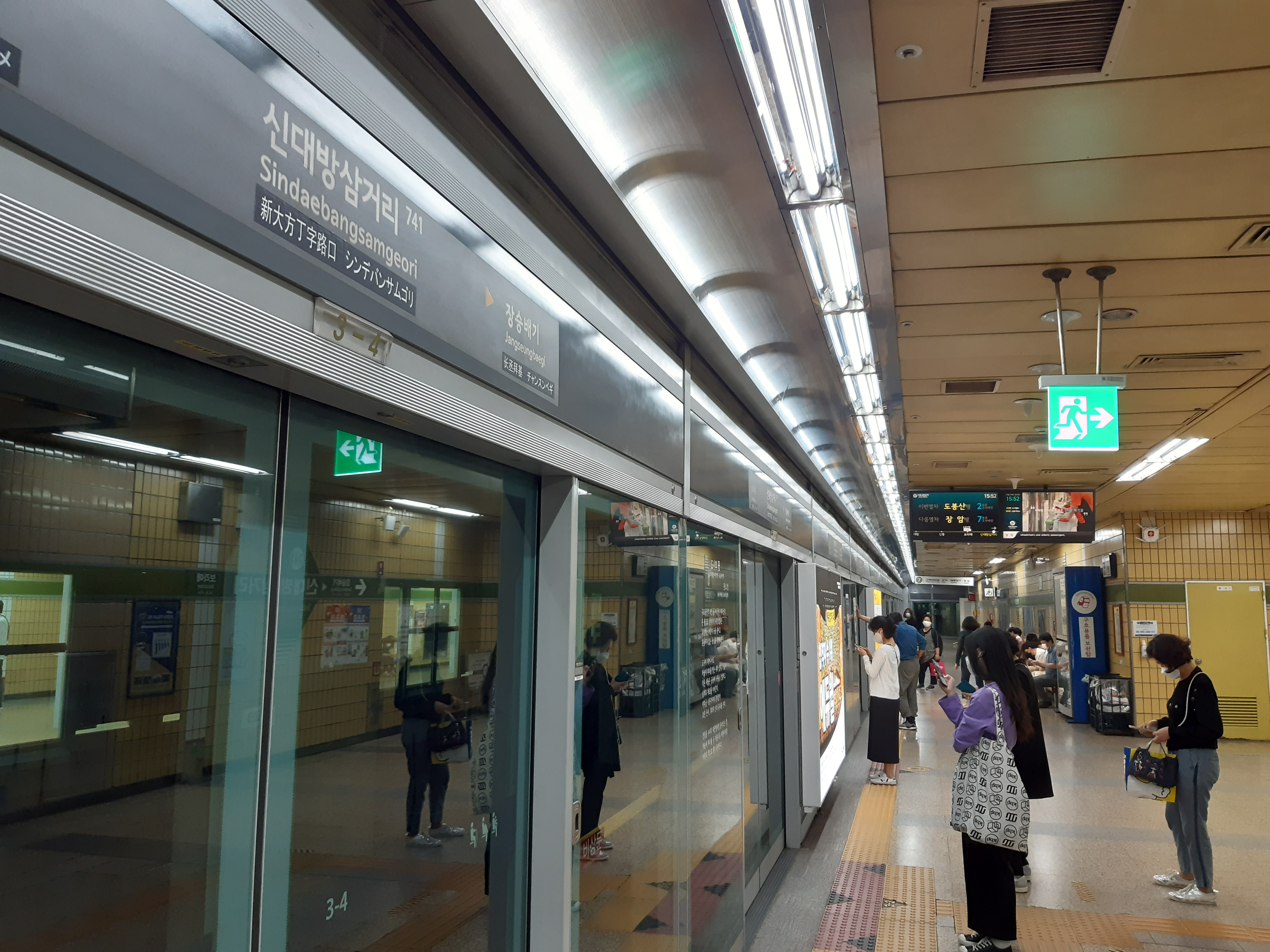
候車月台
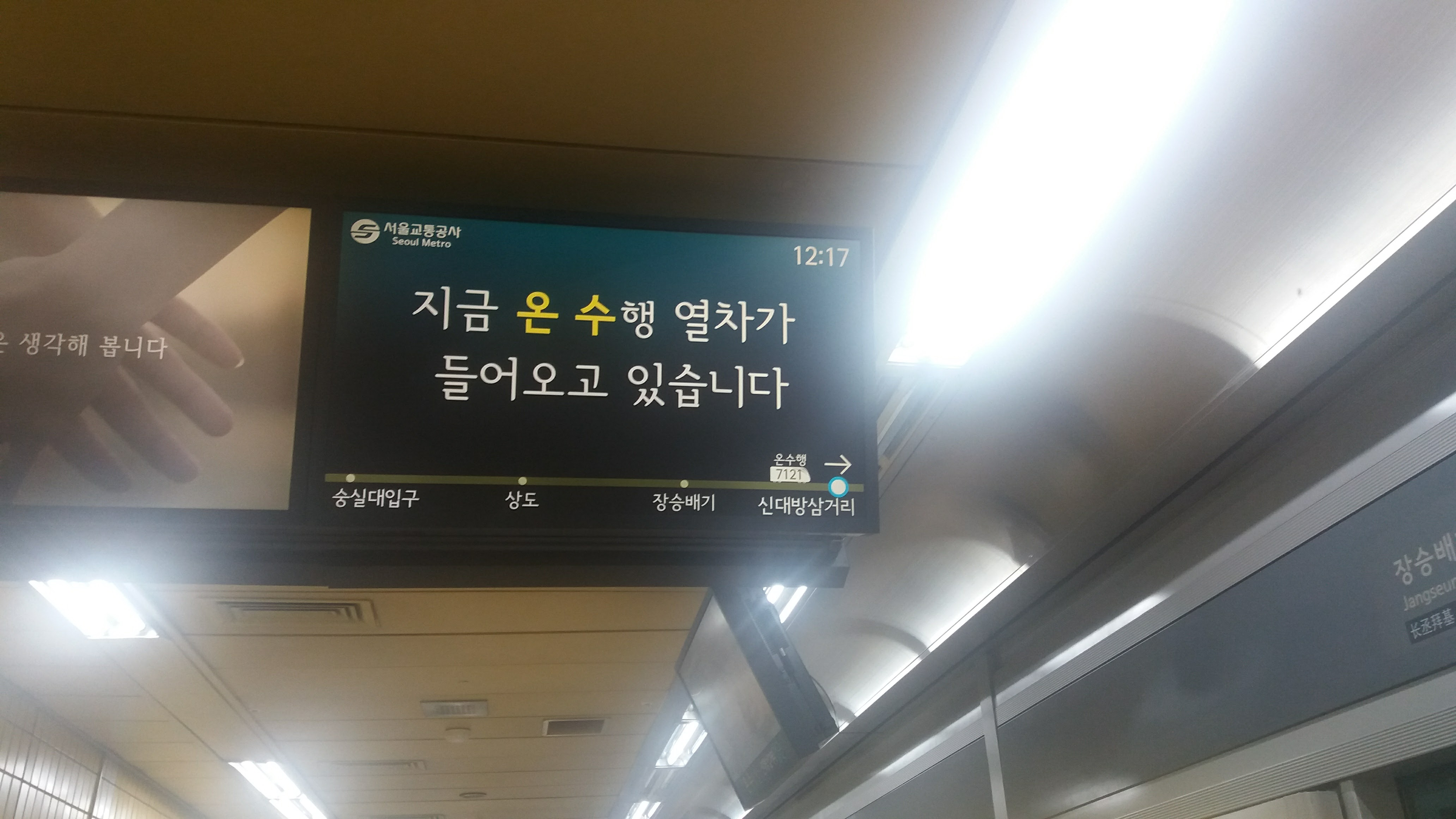
月台的PIDS顯示器
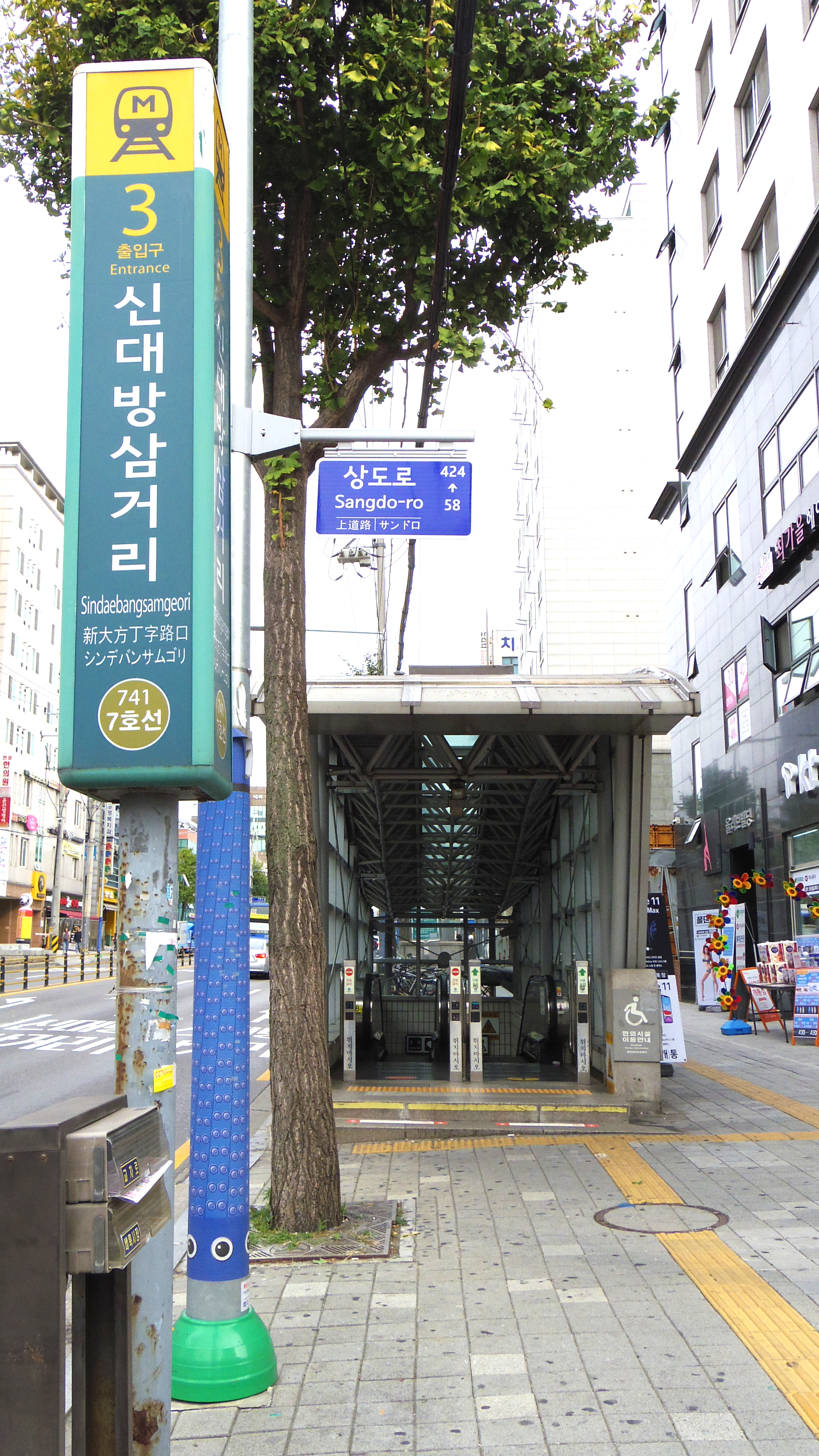
3號出口
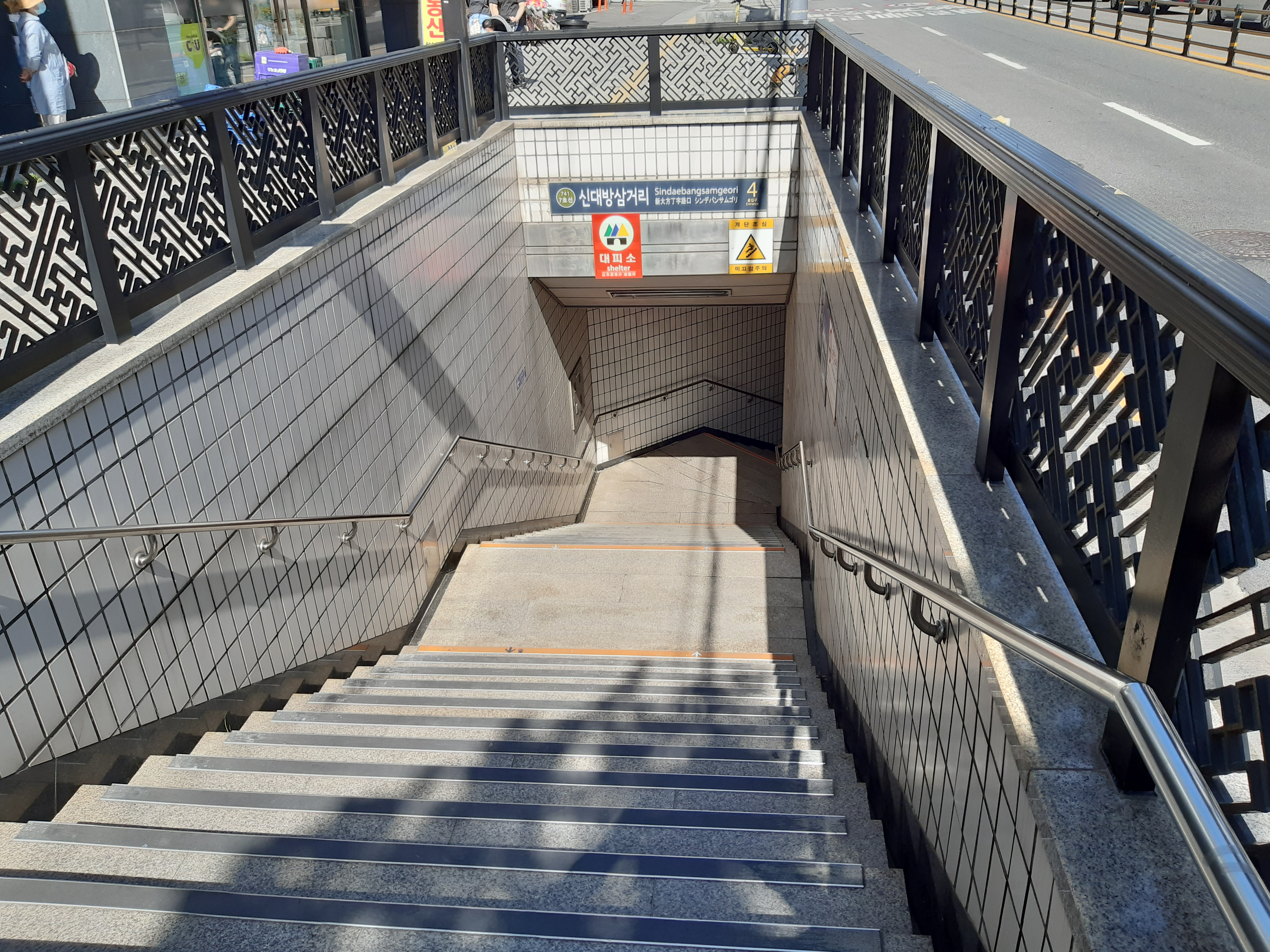
4號出口
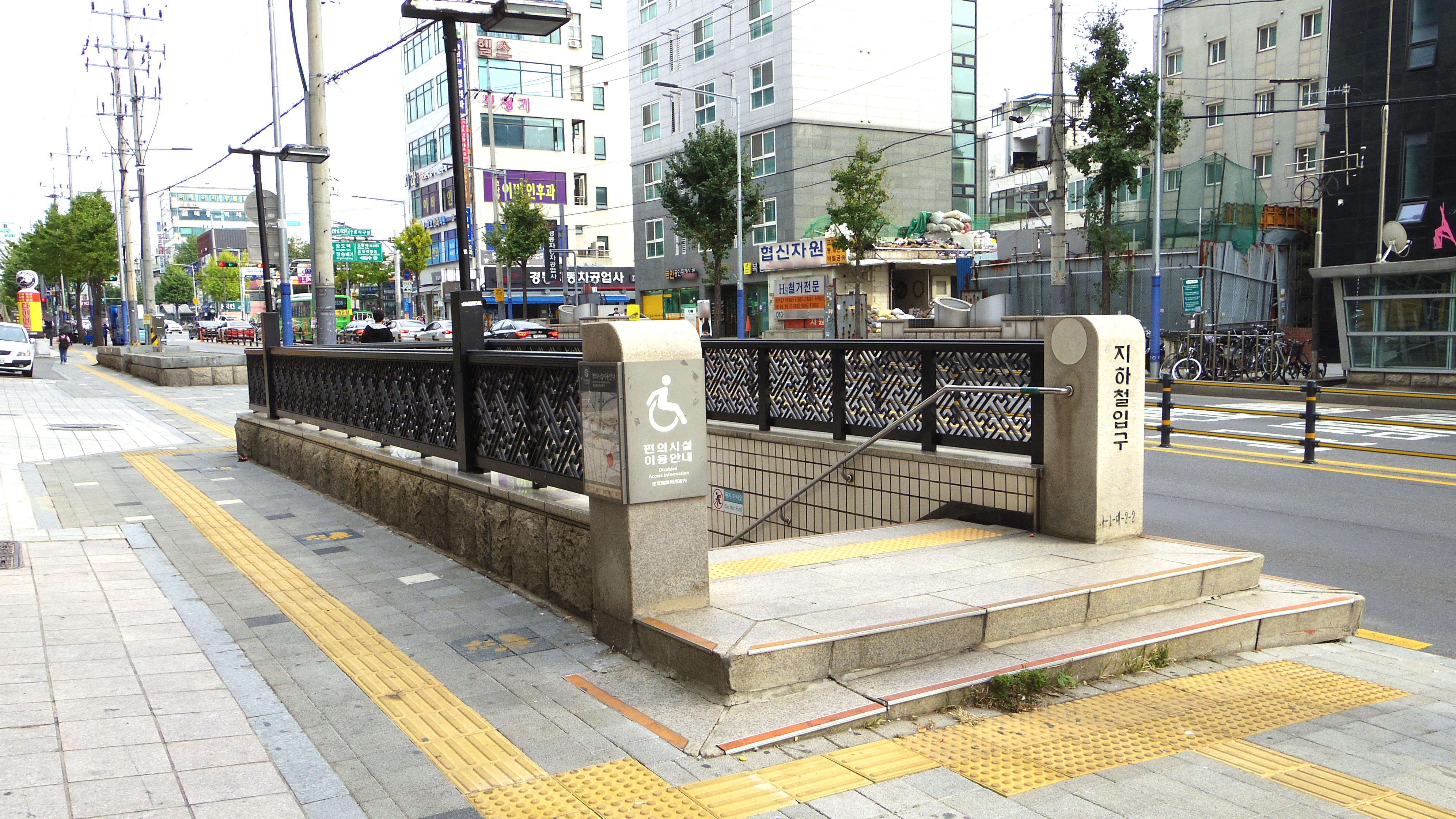
4號出口

## 相鄰車站
首爾交通公社
●首爾地鐵7號線
長丞拜基（740）－新大方丁字路口（741）－波拉美（742）